# 日本家政学会
一般社団法人 日本家政学会（にほんかせいがっかい、英語: The Japan Society Of Home Economics (JSHE)）は、日本の学術研究団体の一つ。

## 概要
1949年10月29日設立。学術研究団体としての種別は単独学会。
家政学の諸分野研究者群が時代の推移にともなう家庭および社会の諸問題を有機的に追及し国民生活の充実改善および福祉の向上に寄与するため発足した。
国内においては生活科学系コンソーシアムに、国際学術連合体としては国際家政学会およびアジア地区家政学会に加入している。

## 沿革
- 1949年 - 日本家政学会設立。
- 1982年 - 社団法人日本家政学会へ移行。
- 2011年 - 一般社団法人日本家政学会へ移行。

## 刊行物

### 日本家政学会誌
- 誌名（和文）：日本家政学会誌
- 誌名（欧文）：Journal of Home Economics of Japan
- 創刊年：1951
- 資料種別：ジャーナル（査読付き論文を含む）
- 使用言語：日英混在
- 発行形態：印刷体、eジャーナル
- 著作権帰属先：学会
- クリエイティブコモンズ：-
- 購読：有料

### 日本家政学会大会研究発表要旨集
- 誌名（和文）：日本家政学会大会研究発表要旨集
- 誌名（欧文）：-
- 創刊年：1957
- 資料種別：会議録・要旨集
- 使用言語：日英混在
- 発行形態：印刷体、eジャーナル
- 著作権帰属先：学会
- クリエイティブコモンズ：-
- 購読：有料